# Kanton Nantes-9
Der Kanton Nantes-9 war von 1973 bis 2015 ein französischer Wahlkreis im Arrondissement Nantes, im Département Loire-Atlantique und in der Region Pays de la Loire.
Der Kanton Nantes-9 umfasste östliche Viertel der Stadt Nantes; darunter Bottière und Doulon.